# Le Gardien du feu
Pour plus de détails, voir Fiche technique et Distribution.
Le Gardien du feu est un film muet français réalisé par Gaston Ravel, sorti en 1924.

## Fiche technique
- Titre : Le Gardien du feu
- Réalisation : Gaston Ravel, assisté de Tony Lekain
- Scénario : Gaston Ravel, d'après la nouvelle d'Anatole Le Braz
- Photographie : Raoul Aubourdier, Henri Stuckert
- Décors : Georges Quénu
- Société de production: Films de France
- Société de distribution : Pathé Consortium-Cinéma
- Tournage : juin-juillet 1924
- Pays de production :  France
- Format : Noir et blanc - Muet
- Genre :  Drame
- Longueur : 2 000 m
- Date de sortie : 
  - France : 14 novembre 1924

## Distribution
- René Navarre : Goulven Dénès, le gardien de phare
- Marie-Louise Iribe : Delaïk Dénès, son épouse
- Michaël Floresco : Hervé Louarn, cousin de Delaïk et adjoint de Goulven
- Luc Dartagnan : le père de Goulven
- Alice Tissot : Tumette Chevanton

## À noter
- Le film a été tourné en juin-juillet 1924. Gaston Ravel a planté sa caméra dans le Finistère: Baie des Trépassés, Pointe du Raz et Plogoff, les Côtes-d'Armor: Tréguier et en Loire-Atlantique : Le Pouliguen.